# يزيد بن عبد المدان
يزيد بن عبد المدان بن الدّيان بن قَطن بن مالك بن ربيعة بن كعب بن الحارث بن كعب بن عمرو الحارثي، يكنى أبا المنذر؛ واسم أبيه عمرو، واسم جدّه يزيد؛ وعبد المدان والديان لقبان. قدم على النبي محمد في وفد بلحارث مع خالد بن الوليد، فأسلم وذلك في سنة 10 هـ. وكان شاعرًا.قال ابن إسحاق في المغازي: "ثم بعث رسولُ الله ﷺ خالد بن الوليد في شهر ربيع الآخر أو جمادى الأولى من سنة عشر إلى بني الحارث بن كعب، فذكر الحديث في إسلامهم. وكتابُ خالد إلى النبي ﷺ بذلك، وجوابه أن يُقْبِلَ ومعه وفْدُهم، فأقبل ومعه قيس بن الحصين ذو الغُصَّة، ومعه يزيد بن عبد المدان، ويزيد بن المحجّل، وعبد الله بن قريط، وشدّاد بن عبد الله، وعمرو بن عمرو السبائي؛ فلما قدموا قال: مَنْ هؤلاء؟، وقال لهم النبي ﷺ:"ما الذي تغلبون به الناس وتقهرونهم؟" قالوا: لم نقلّ فنَذِل، ولم نكثر فنتحاسد ونتخاذل، ونجتمع ولا نفترق، ولا نبدأ بظلم أحد، ونصبر عند البأس. فقال:"صدقت".